# Myzostoma agassizii
Myzostoma agassizii is een ringworm uit de familie Myzostomatidae.
Myzostoma agassizii werd in 1883 voor het eerst wetenschappelijk beschreven door Graff.